# Sidoraharjo
Sidoraharjo is een bestuurslaag in het regentschap Gresik van de provincie Oost-Java, Indonesië. Sidoraharjo telt 4753 inwoners (volkstelling 2010).